# Bulgasari

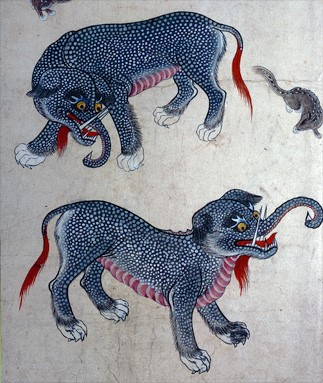
Due bulgasari

Il bulgasari (불가사리?, 不可殺伊?; lett. "Impossibile da uccidere") è una creatura leggendaria della mitologia e del folclore coreani.
Si trova dipinto o inciso sulle mura esterne dei palazzi, sui camini o sui paraventi in base alla credenza che protegga dagli uragani e altri disastri naturali, dagli incendi, da peste, morbillo, incubi e spiriti maligni.
Dipinto da Kim Duryang (1696-1763), pittore del periodo Joseon medio, nello Hyeonhaesain (현해산인?, 玄海山人?) il bulgasari è descritto come un mostro enorme simile a un elefante, pesante, ma veloce, mentre nello Shan Hai Jing ha corpo d'orso, testa di leone, proboscide d'elefante, coda di toro, pelo corto e lucido a macchie bianche e nere, e mangia rame, ferro o serpenti. In altre descrizioni, ha anche occhi di rinoceronte e zampe di tigre, con denti simili a seghetti e il pelo ad aghi.

## Storia
La leggenda del bulgasari è registrata nel Songnamjapji (송남잡지?, 松南雜識?; lett. "Racconti triviali di Songnam") del tardo Joseon, il quale racconta che, negli ultimi anni del regno Goryeo, fu emesso un ordine di arresto contro tutti i monaci buddhisti. Uno di essi chiese rifugio alla sorella, che lo nascose in un armadio, ma propose al marito di denunciarlo alle autorità in cambio di ricchezze. L'uomo, oltraggiato, la uccise e liberò il monaco. Nel frattempo, all'interno dell'armadio, quest'ultimo aveva realizzato un oggetto a forma di bestia grottesca con i chicchi di riso cotto al vapore e gli aveva dato da mangiare degli aghi. Il mostro continuò a nutrirsi di metallo e a crescere, abbandonando infine la casa alla ricerca di cibo. Nessun tentativo di ucciderlo funzionò e da questo prese il nome "bulgasari", che significa "impossibile da uccidere". Quando infine il popolo cercò di fonderlo gettandolo in un falò, il mostro tornò in volo al villaggio con il corpo in fiamme e lo rase al suolo.
Ci sono varianti del racconto nelle quali il mostro è ucciso da un monaco, oppure attirato con un pezzo di metallo per incendiargli la coda con la selce, trasformandolo così in riso carbonizzato: quest'ultima versione deriva dal fatto che il nome "bulgasari", scritto con gli hanja 火可殺伊, significa "può essere ucciso dal fuoco".
Per alcuni, il motivo dietro l'arresto dei monaci furono gli atti promiscui del monaco buddhista Sindon, che prese in mano gli affari di Stato del tardo Goryeo, oppure le politiche a sostegno del confucianesimo contro il buddhismo. In quest'ultimo caso, il mostro sarebbe stato creato da un monaco divino per accusare il governo che arrestava i monaci innocenti. Secondo altri, il bulgasari è un regalo fatto dal monaco fuggiasco al cognato per averlo salvato.
La leggenda del bulgasari mette in guardia dall'avidità attraverso la figura della sorella che tenta di tradire il fratello, oltre a poter essere letta come una predizione della caduta della dinastia Goryeo e della nascita di una nuova, quella Joseon. Si ritiene pertanto che il bulgasari abbia caratteristiche eroiche e che la sua comparsa annunci la riforma del mondo in tempi di caos.

## Nella cultura di massa
Nel 1962 il regista Kim Myeong-je realizzò il film Songdomannyeon-ui bulgasari, prima pellicola kaijū sudcoreana e primo film di fantascienza interamente realizzato dal paese. Nel 1985 Corea del Nord e Giappone produssero insieme il film Pulgasari, diretto da Shin Sang-ok e Chong Gon-jo.
Nel drama del 2021 Bulgasal - Anime immortali, il protagonista maschile viene trasformato in un bulgasari quando il mostro gli ruba l'anima per diventare umano e prosegue la sua caccia per 600 anni per riaverla indietro. A differenza della storia tradizionale, tuttavia, si nutre di sangue invece che di metallo. Un bulgasari fa la sua comparsa in un episodio del drama Gumihodyeon.